# Écauville
Écauville település Franciaországban, Eure megyében. Lakosainak száma 114 fő (2022. január 1.). Écauville Feuguerolles, Quittebeuf és Saint-Aubin-d’Écrosville községekkel határos.

## Népesség
A település népességének változása:
| Lakosok száma | 53   | 57   | 74   | 106  | 114  | 113  | 111  | 109  | 110  | 114  |
|               | 1968 | 1982 | 1990 | 2006 | 2013 | 2015 | 2017 | 2019 | 2020 | 2022 |